# Nosophora nubilis
Nosophora nubilis is een vlinder uit de familie van de grasmotten (Crambidae). De wetenschappelijke naam van de soort is voor het eerst gepubliceerd door Cajetan Freiherr von Felder, Rudolf Felder en Alois Friedrich Rogenhofer.
Deze soort komt voor in Indonesië (Molukken).